# 中正式歩槍
中正式歩槍は、中華民国で開発されたボルトアクション式小銃である。ドイツ製モーゼル・スタンダードモデル小銃をコピーしたもので、その名は蔣介石の諱（本名）である中正に由来する。試作品の製造は1935年（民国紀元24年）に行われたため、ここから二四式歩槍とも呼ばれる。そのほか、英語圏では蒋介石ライフル（Chiang Kai-shek rifle）、ゲネラリッシモ・ライフル（Generalissimo rifle）などとも通称される。共産党軍では79式とも呼ばれた。
本格的な製造は1935年末には始まっているが、完全な標準化は日中戦争が始まる頃まで待たねばならず、旧式の漢陽88式小銃の製造数の方がより多く製造されていた。

## 歴史

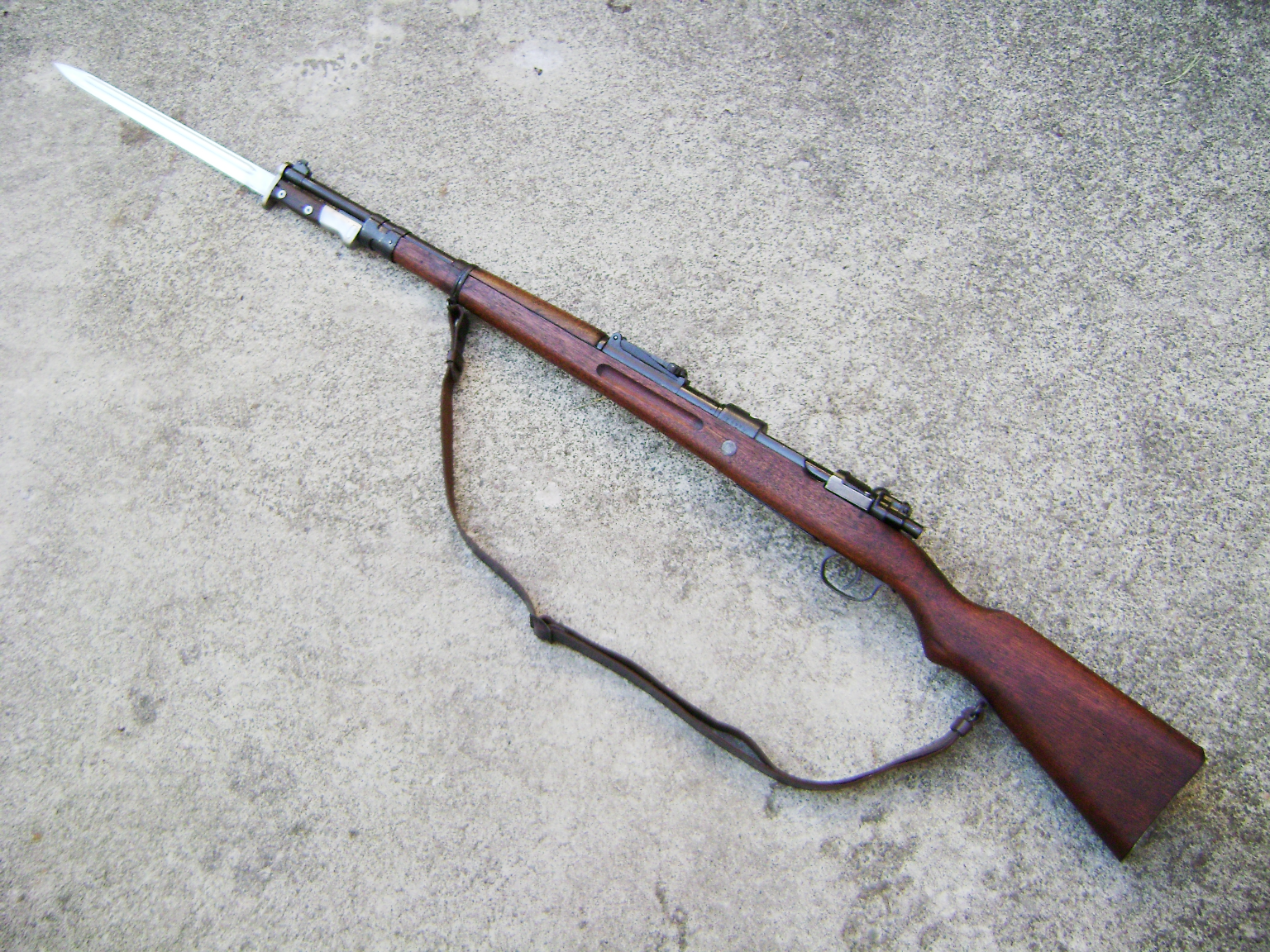
着剣した中正式歩槍

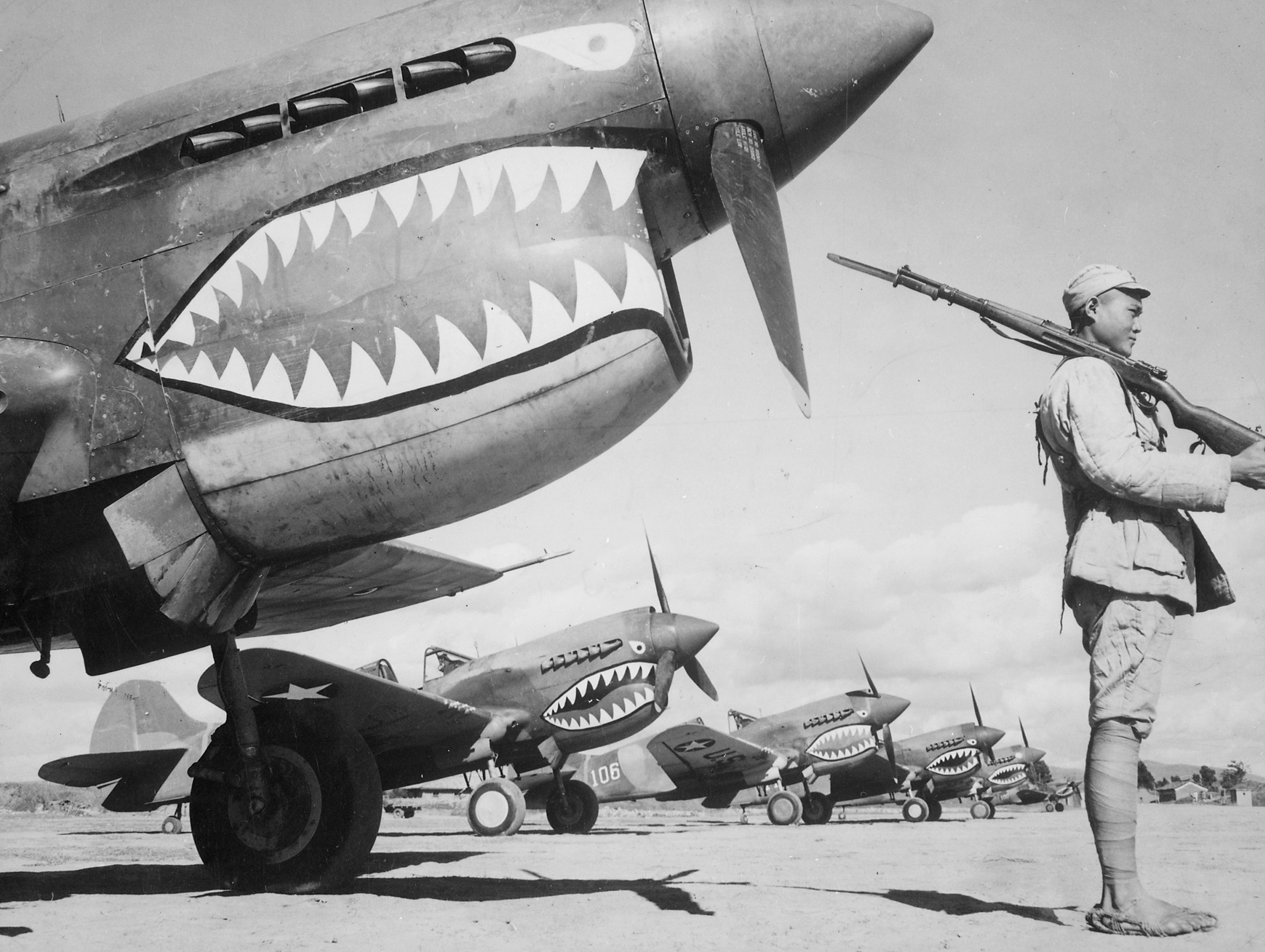
1942年、P-40戦闘機を警護する国民革命軍の兵士

中正式は、国民革命軍の主力小銃の1つであった。kar98kと同様、Gew98を短縮/軽量化した設計で、輸出用に製造されていたモーゼル・スタンダードモデルをコピーしたものである。1934年、10,000丁のスタンダードモデルが中国によって購入され、同時に国産化のための機材等もドイツ側から提供された。ただし、この時の機材には誤ったものが含まれていたとして、1935年初頭に改めて新たな機材の提供が行われた。
1935年7月には鞏県兵工廠での生産が始まったものの、工業力による制限があったため、生産数は比較的少なかった。当初は二四式として製造されていたが、蒋介石による兵工廠視察の後、これを記念して中正式という名称が使われるようになった。
戦争が長引くにつれて、重慶や昆明など西部の工業都市でもこの小銃の増産が試みられたが、日本軍による破壊あるいは鹵獲を避けて生産設備の移動が繰り返され、品質管理に悪影響を与えることとなった。
モーゼルC96やM35鉄帽と合わせて、中正式は蒋介石に率いられた国民革命軍を象徴する装備の1つとなった。皮肉なことに、国共内戦の只中にあって蒋介石と対立する立場にあった共産党軍でも、中正式は広く配備されていた。
中国のTung Chih Yehという軍曹は、1丁の中正式（スコープは使うことも使わないこともあった）のみを使って、長江周辺にて100人以上の日本兵を殺害したと主張していた。
1941年、共産党軍は中正式のコピー銃を設計し、八路軍を率いた朱徳の55歳の誕生日を記念してこれに55式の名称を与えた。
1935年から1949年までの製造数はおよそ600,000丁で、このうち400,000丁は戦争の最中に製造されたものである。
1940年代末までに、国民革命軍はM1カービンやM1ガーランド、トンプソン・サブマシンガンなどの援助として受け取ったアメリカ製火器の配備を進め、中正式は前線では徐々に使われなくなっていった。ただし、少数は以後も残され、台湾に移った後の中華民国軍（台湾軍）の予備役部隊では1970年代まで使われていたという。また、M1ガーランドと共に台湾軍の儀仗銃としても使われている。朝鮮戦争では中国人民志願軍がソビエト連邦から援助として受け取った様々な小火器を運用したが、中正式もこの中に含まれていた。また、この際の援助にはドイツ製のkar98kも含まれていた。第一次インドシナ戦争の際にはベトミンによって使われたほか、ベトナム戦争中のベトコンでも使われた。
中華人民共和国の民兵組織や地方の準軍事組織では、中正式や有坂銃、モシンナガンといった小銃が1980年まで使われ使われていたが、より先進的な装備（56式自動小銃や56式半自動小銃など）で更新された後、一部のみ儀仗銃として残された。人民解放軍や民兵が保有したこれらの小銃は、1960年代の文化大革命の際に紅衛兵らによって使われた。

## 設計
中正式は、日本製の有坂銃と比較した場合、7.92x57mmモーゼル弾のストッピングパワーが大きなアドバンテージとなったほか、速射性能や射程でも勝っていた。全長はkar98kと同程度で、元のGew98や日本の38式歩兵銃よりも短かった。一方、射撃時の発砲炎や反動は大きかった
モーゼル小銃と同型の着剣具を備えており、HY1935銃剣を取り付けることができた。

## 使用した国/組織
- 中華民国 (1912年-1949年): 国民革命軍、様々な軍閥[6]、日本側に協力した勢力（偽軍）など[16]
- 中華人民共和国: 紅軍では79式と称した[2]
- 北ベトナム: ベトミン[17]、ベトコン[13]